# Szocializmus (folyóirat)
Szocializmus szociáldemokrata folyóirat, az MSZDP elméleti, politikai, közgazdasági és társadalmi folyóirata volt, működése három jelentősebb szakaszra osztható (1906 és 1918 között, 1922 és 1938 között, illetve 1945 és 1948 között). Főszerkesztői Garami Ernő, Kunfi Zsigmond, Vanczák János, Révész Mihály, Mónus Illés és Justus Pál voltak. Kiadás helye: Budapest. Kiadó: Népszava Könyvkereskedése.

## 1906 és 1918 között
Először 1906 októberében jelent meg, alapítói és az első szerkesztői üzenet megfogalmazói Garami Ernő és Kunfi Zsigmond voltak. 1918 novemberében és decemberében Rónai Zoltán és Varga Jenő szerkesztette. Az 1918-ig tartó időszak tekinthető a folyóirat virágkorának. Kunfi Zsigmond az MSZDP centrista irányvonalának baloldali változatát képviselte. A Szocializmus hasábjain a pártvezetést bíráló írásoknak is helyet adott. 1906-tól 1918-ig nevesebb munkatársai közé tartozott: Bresztovszky Ernő, Böhm Vilmos, Buchinger Manó, Pogány József, Rónai Zoltán.

## 1922 és 1938 között
Megjelenése 1918 decembere és 1921 decembere között szünetelt. 1922 januárjától Várnai Dániel, Vanczák János végezte a főszerkesztői munkát, 1925 januárjától 1933 decemberéig Révész Mihály vette át. 1934-1938 közt Mónus Illés főszerkesztői működése alatt a folyóirat színvonala ismét emelkedett, ideológiailag nyitottabbá vált. Állandó munkatársai lettek a hazai progresszió olyan képviselői is, mint József Attila, Radnóti Miklós vagy Fejtő Ferenc, akik nem értettek egyet az SZDP hivatalos irányvonalával.
1938 decemberében az Imrédy Béla nevéhez fűződő sajtótörvény következtében megszűnt.

## 1945 és 1948 között
1945 augusztusától 1948 márciusáig jelent meg ismét. Szerkesztőbizottsági tagok lettek: Faragó László, Justus Pál, Kéthly Anna, Mónus Illésné, Ries István, Szakasits Árpád. Hivatalosan Mónus Illésné szerkesztésében, de lényegében az SZDP balszárnyán elhelyezkedő Justus Pál közreműködésével folyt a lapszerkesztés. Justus Pál a Rajk-per nyolcadrendű vádlottja lett, a koncepciós perben börtönbüntetésre ítélték, emiatt és a Magyar Kommunista Párt és a Szociáldemokrata Párt egyesülése miatt a lap megszűnt.

## Repertórium
- Szocializmus. Repertórium / kiad. az MSZMP Párttörténeti Intézete és a Fővárosi Szabó Ervin Könyvtár ; összeáll. Pálmai Magda. Budapest : FSZEK : MSZMP Párttörténeti Intézet, 1981-1988.